# 阿比加塔湖
阿比加塔湖（Lake Abijatta）是埃塞俄比亞的湖泊，位於阿的斯阿貝巴南面。湖長17公里、闊15公里，湖泊面積205平方公里，最大深度14米，海拔1,573米。
阿比加塔湖的東北方有數個溫泉，吸引本地居民和外地遊客。

## 外部連結
- ILEC database entry for Lake Abijatta